# Лев (Яворовський)
Ле́в Яворо́вський гербу Любич (світське ім'я Людвік Яворовський, пол. Leon Ludwik Jaworowski herbu Lubicz; 1764 — 2 листопада 1833) — єпископ Руської унійної церкви; з 1828 року — єпископ-помічник Литовської єпархії.

## Життєпис

### Походження
Народився майбутній владика Лев (світське ім'я Людвік) Яворовський у Білостоці в шляхетній родині Стефана Яворовського гербу Любич та Йоанни Савицької. 17 серпня 1764 року відбулось його хрещення в римо-католицькому храмі Успіння Пресвятої Богородиці в Білостоці. По батьковій лінії його рід походив з села Яворівка, наданого в 1529—1530 рр. засновнику роду Яворовських — боярину Гриневі Ігнатовичу, який походив з села Гриневичі, що поблизу Більська-Підляського. Доля Яворовських була тісно пов'язана з функціонуванням королівського двору в Книшині. Предки владики Лева займались наглядом за королівською псарнею та організацією полювань для королівського двору. Бояри Яворовські походили з руської галицької православної шляхти, однак вже в першій половині XVI ст. представники цього роду почали переходити в католицтво. Невідомо, коли предок владики Лева переїхав до Білостоку, однак на підставі метричних записів можна зробити висновок, що батько Лева (Людвіка) Яворовського — Стефан, народився ще в родовому маєтку Яворівці.
Початкову освіту здобув у Білостоцькій повітовій школі.

### Чернече життя
В 1779 році, маючи заледве 15 років, вступив до греко-католицького монастиря ЧСВВ в Супраслі, де продовжив навчання під керівництвом о. Мелетія Оссуховського. Через рік прийняв чернецтво під іменем Льва, на честь знаменитого вихідця з цього монастиря — митрополита Київського, Галицького та всієї Руси Льва Кишки. Висвячений на священика в 1787 році. Одразу після цього обраний братією монастиря на консультора. Незабаром отримав посаду монастирського секретаря. В документах монастиря з 1795 року він згадується як консультор, секретар та економ монастиря. Після третього розбору Речі Посполитої, коли при монастирі створено греко-католицьку єпархію, Лев Яворовський став її канцлером. Окрім цього, в 1800—1803 рр. виконував обов'язки останнього префекта василіянської друкарні в Супрасльському монастирі. За підтримки тогочасного єпископа Супрасльського Теодозія Віслоцького (пом. 10.05.1801), в 1801 році був обраний архімандритом (абатом) Супрасльського Благовіщенського монастиря, однак через непорозуміння зі своїм колишнім наставником зміг обійняти цю посаду лише 25 березня 1805 року.

### Єпископське служіння
Після смерті наступника Теодозія Віслоцького, супрасльського єпископа Миколая Духновського (пом. 25.06.1806) архімандрит Лев Яворовський, рішенням пруського короля Фрідріха Вільгельма ІІІ отримав номінацію на єпископа супрасльської єпархії. Офіційно обійняв єпископську катедру після Тільзітського мирного договору, коли Білосточчина перейшла під зверхність Російської імперії. Після видання царського указу від 14 лютого 1809 року про скасування супрасльської єпархії, владика Лев отримав згоду від Білостоцького намісника Ігнатія Тейльса про призначення останнього на посаду титулярного єпископа Володимирського та помічника Берестейського. Склав єпископську присягу 30 січня 1810, яку підписав у присутності митрополита 15 січня 1811 року. 10 січня 1811 митрополит Григорій Коханович з допомогою двох єпископів латинського обряду висвятив в Полоцьку Івана Красовського на архієпископа Полоцького, Лева Яворовського на єпископа-помічника Берестейської єпархії та Адріяна Головню на єпископа-помічника Литовської єпархії. В 1817 році обраний віце-президентом крайового відділу Російського Біблійного Товариства.
28 квітня 1832 р. російський цар нагородив єпископа Яворовського Орденом св. Володимира.
Лев Яворовський помер в Супраслі після довготривалої хвороби 2 листопада (21 жовтня за старим стилем) 1833 року та був похований при місцевому Благовіщенському монастирю у василіянських катакомбах.